# Ceropegia bowkeri
Ceropegia bowkeri là một loài thực vật có hoa trong họ La bố ma. Loài này được Harv. mô tả khoa học đầu tiên năm 1859.

## Hình ảnh

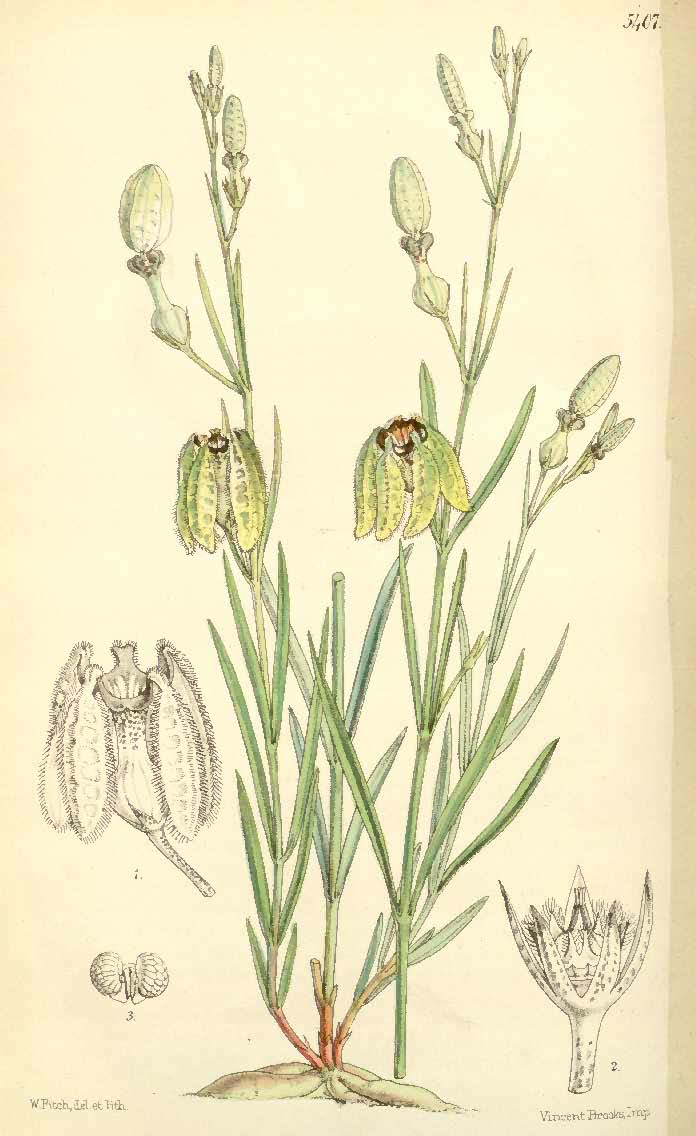